# J. D. Kurtness
J. D. Kurtness, ou Julie Kurtness, née en 1981 à Chicoutimi, est une romancière et nouvelliste innue. Son premier roman De vengeance lui a valu de nombreux prix.

## Biographie
J.D Kurtness nait en 1981, à Chicoutimi, d’une mère québécoise et d’un père innu de Mashteuiatsh.
En 2017, elle publie son premier roman, De vengeance, pour lequel elle gagne le prix Voix Autochtones, catégorie « Livre prééminent en prose d'un écrivain autochtone émergent », le prix Découverte du Salon du livre du Saguenay-Lac-Saint-Jean et le prix Coup de cœur des amis du polar,,. De vengeance suit une femme tueuse en série qui s'attaque à tous « les violents, les voleurs, les pollueurs, les profiteurs et les hypocrites ». Ce premier livre est reconnu pour son « humour corrosif » ainsi que « sa rare force de frappe ».
En septembre 2019, J. D. Kurtness publie son second roman, Aquariums, « roman d’anticipation polyphonique dont l’intrigue tourne autour d’un vilain virus destructeur », qui est également bien reçu par la critique. Il est finaliste aux Prix Voix autochtones dans la catégorie « Livre prééminent en prose 2020 ».
Également nouvelliste, deux de ses nouvelles, « Mashteuiasth, P.Q », ainsi que « Le stylo » paraissent dans la revue Moebius,. Sa nouvelle « Les saucisses » parait dans le recueil Wapke, sous la direction de Michel Jean,. En 2022, elle publie la novella « Bienvenue, Alyson » aux éditions Hannenorak.
En septembre 2023, Kurtness fait paraître son troisième roman, La vallée de l'étrange. Intitulé d'après théorie du même nom, la fiction dystopique est située dans un futur proche où sont mis en marché des androïdes à l'apparence de jeunes enfants, mus par une intelligence artificielle et capables d'apprentissage.
En 2019, Kurtness est invitée à lire quelques extraits de ses œuvres à la conférence de presse du la Foire du livre de Francfort, où le Canada était à l'honneur.

## Publications

### Romans
- De vengeance, Longueuil, L'instant même, 2017, 132 p.  (ISBN 978-2-89502-397-5) ; Malvezie, Dépaysage, 2023, 167 p.  (ISBN 978-2-902039-34-0).
  - Réédité en format poche en 2019, L’instant même, 160 p.  (ISBN 978-2-89502-432-3)
  - Traduction anglaise : Of Vengeance Dundurn Press 160 p.  (ISBN 978-1-45974-375-5)
  - Traduction allemande : (de) Reiz der Rache (trad. Jennifer Dummer et Anfreas Jandl), Klagenfurt, Wieser Verlag, 2021, 142 p. (ISBN 978-3-948156-53-4)
- Aquariums, Longueuil, L'instant même, 2019, 160 p.  (ISBN 978-2-89502-428-6)
  - Traduction anglaise :(en) Aquariums (trad. Pablo Strauss), Toronto, Dundurn Press, coll. « Rare Machines », 2022, 176 p. (ISBN 9781459747777)
- La vallée de l'étrange, Longueil, L'instant même, 2023, 120 p. (ISBN 9782895024767)

### Novella
- Bienvenue, Alyson, Wendake, Éditions Hannenorak, 2022, 35 p. (ISBN 9782925118077)

### Contribution à des revues ou ouvrages collectifs
- « Mashteuiatsh, P.Q. », Moebius, no 104,‎ hiver 2005, p. 83-92 (lire en ligne)
- « Le stylo », Moebius, no 109,‎ printemps 2006, p. 67-72 (lire en ligne)
- « La sphère », Le Sabord, no 116,‎ novembre 2020, p. 15-19
- « Le travailleur social », Lettres québécoises, no 179,‎ hiver 2020, p. 32-34 (lire en ligne)
- « Les saucisses », dans Michel Jean (dir.), Wapke, Montréal, Stanké, 2021, 216 p. (ISBN 9782760412798), p. 141-155
  - Traduction anglaise : « The Sausages », dans (en) Michel Jean (dir.) (trad. du français par Kathryn Gabinet-Kroo), Wapke, Holstein, Exile Editions, 2022, 159 p. (ISBN 978-1-55096-994-8)
  - Traduction allemande : « Die Würstchen », dans (de) Michel Jean (dir.) (trad. du français par Jennifer Dummer et Andreas Jandi), Wapke, Klagenfurt, Wieser Verlag, 2023, 210 p. (ISBN 978-3990295632)
- « Acheter la paix », XYZ, la revue de la nouvelle, no 147,‎ automne 2021, p. 33-37
- « L'oubliée », XYZ, la revue de la nouvelle, no 152,‎ hiver 2022, p. 19-29

## Prix et honneurs
- 2018 : Prix Voix autochtones catégorie « Livre prééminent en prose d'un écrivain autochtone émergent » pour De vengeance[2]
- 2018 : Prix Découverte du Salon du livre du Saguenay-Lac-Saint-Jean pour De vengeance[3]
- 2018 : Prix Coup de Cœur de la Société du roman policier de Saint-Pacôme pour De vengeance[4]
- 2020 : Finaliste au Prix Voix autochtones catégorie « Livre prééminent en prose 2020 » pour Aquariums[17]
- 2024 : Prix des Horizons imaginaires pour La vallée de l'étrange[18]